# Плавання на літніх Олімпійських іграх 2020 — змішана естафета 4x100 метрів комплексом
Змагання з плавання в змішаній естафеті 4x100 метрів комплексом на літніх Олімпійських іграх 2020 відбулися 2021 року в Олімпійському центрі водних видів спорту. Це була перша поява цієї дисципліни на Олімпійських іграх.

## Рекорди
Перед цими змаганнями чинні світовий і олімпійський рекорди були такими:
| Світовий рекорд     | КНР (CHN) Сюй Цзяюй (52.45) Ян Цзібей (57.96) Чжан Юйфей (55.32) Ян Цзюньсюань (52.68) | 3:38.41 | Циндао, Китайська Народна Республіка | 01 жовтня 2020 | [ 2 ] |
| Олімпійський рекорд | Відбудеться вперше                                                                     | —       | —                                    | —              | —     |

## Кваліфікація
На Олімпійські ігри квадіфікувалися збірні, що посіли перші 12 місць у цій дисципліні на Чемпіонаті світу з водних видів спорту 2019. Додатково кваліфікувалися 4 збірні, що показали найкращі результати на затверджених кваліфікаціїних змаганнях під час кваліфікаційного періоду (від 1 березня 2019 до 30 травня 2020 року).

## Формат змагань
Змагання складаються з двох раундів: попередні запливи та фінал. Збірні, що показали 8 найкращих результатів у попередніх запливах, виходять до фіналу. У тому разі, коли на останнє місце потрапляння до фіналу претендують дві чи більше збірні з однаковим часом, передбачено перепливання.

## Розклад
Змагання тривають два дні, кожний раунд наступного дня.
Часовий пояс - японський стандартний час (UTC + 9)
| Дата     | Час   | Раунд             |
| -------- | ----- | ----------------- |
| 29 липня | 20:21 | Попередні запливи |
| 31 липня | 11:43 | Фінал             |

## Результати

### Попередні запливи
Збірні, що показали 8 найкращих результатів незалежно від запливу, виходять до фіналу.
| Місце | Заплив | Доріжка | Країна                           | Плавці та плавчині                                                                                        | Час     | Примітки  |
| ----- | ------ | ------- | -------------------------------- | --- | ------- | --------- |
| 1     | 1      | 4       | Велика Британія (GBR)            | Кетлін Доусон (58.50) Адам Піті (57.08) Джеймс Ґай (50.58) Фрея Андерсон (52.59)                          | 3:38.75 | Q, OR, ER |
| 2     | 1      | 5       | США (USA)                        | Реган Сміт (57.64) Ендрю Вілсон (59.09) Том Шілдс (50.87) Еббі Вейтцейл (53.42)                           | 3:41.02 | Q         |
| 3     | 2      | 4       | Китай (CHN)                      | Сюй Цзяюй (52.67) Ян Цзібей (58.61) Чжан Юйфей (57.37) Ян Цзюньсюань (53.64)                              | 3:42.29 | Q         |
| 4     | 2      | 5       | Австралія (AUS)                  | Айзек Купер (53.55) Зак Стабблеті-Кук (58.80) Бріанна Тросселл (57.62) Бронте Кемпбелл (52.38)            | 3:42.35 | Q         |
| 5     | 2      | 6       | Італія (ITA)                     | Сімоне Саббіоні (53.96) Ніколо Мартіненьї (58.38) Елена Ді Ліддо (57.29) Федеріка Пеллегріні (53.02)      | 3:42.65 | Q         |
| 6     | 1      | 3       | Нідерланди (NED)                 | Кіра Туссен (1:00.12) Арно Каммінга (58.15) Нілс Корстаньє (51.86) Раномі Кромовідьойо (53.12)            | 3:43.25 | Q         |
| 7     | 2      | 3       | Олімпійський комітет Росії (ROC) | Григорій Тарасевич (52.99) Кирило Пригода (59.33) Аріна Суркова (57.47) Марія Камєнєва (53.94)            | 3:43.73 | Q         |
| 8     | 2      | 8       | Ізраїль (ISR)                    | Анастасія Горбенко (59.59) Ітай Ґолдфаден (59.65) Гал Коен Грумі (51.06) Андреа Мурез (53.64)             | 3:43.94 | Q         |
| 9     | 2      | 2       | Японія (JPN)                     | Анна Конісі (59.58) Сьома Сато (59.84) Мацумото Кацухіро (50.95) Ікее Рікако (53.78)                      | 3:44.15 |           |
| 10    | 1      | 2       | Німеччина (GER)                  | Марек Ульріх (53.82) Фабіан Швінґеншлеґль (58.35) Ліза Гепінк (58.06) Анніка Брун (53.96)                 | 3:44.19 |           |
| 11    | 2      | 7       | Греція (GRE)                     | Апостолос Хрістоу (53.18) Константінос Мерецоліас (1:00.10) Анна Нтунтунакі (57.08) Теодора Драку (54.41) | 3:44.77 | NR        |
| 12    | 2      | 1       | Білорусь (BLR)                   | Микита Цмих (54.88) Ілля Шиманович (58.85) Анастасія Кулешова (58.12) Анастасія Шкурдай (54.50)           | 3:46.35 |           |
| 13    | 1      | 6       | Канада (CAN)                     | Хав'єр Асеведо (54.31) Ґейб Мастроматтео (59.91) Кетрін Савард (57.97) Ребекка Сміт (54.35)               | 3:46.54 |           |
| 14    | 1      | 7       | Бразилія (BRA)                   | Гільєрме Бассето (54.03) Феліпе Ліма (59.68) Джованна Діаманте (58.26) Стефані Балдуччіні (54.77)         | 3:46.74 |           |
| 15    | 1      | 8       | Угорщина (HUN)                   | Бенедек Ковач (53.76) Петра Халмай (1:08.11) Річард Мартон (51.49) Фанні Дьюрінович (53.79)               | 3:47.15 |           |
| 16    | 1      | 1       | Польща (POL)                     | Пауліна Педа (1:00.83) Ян Козакевич (59.28) Якуб Маєрський Корнелія Ф'єдкевич                             | DSQ     |           |

### Фінал
| Місце | Доріжка | Країна                           | Плавці та плавчині                                                                                | Час     | Примітки |
| ----- | ------- | -------------------------------- | ------------------------------------------------------------------------------------------------- | ------- | -------- |
| 1     | 4       | Велика Британія (GBR)            | Кетлін Доусон (58.80) Адам Піті (56.78) Джеймс Ґай (50.00) Анна Гопкін (52.00)                    | 3:37.58 | WR       |
| 2     | 3       | Китай (CHN)                      | Сюй Цзяюй (52.56) Ян Цзібей (58.11) Чжан Юйфей (55.48) Ян Цзюньсюань (52.71)                      | 3:38.86 |          |
| 3     | 6       | Австралія (AUS)                  | Кейлі Маккіон (58.14) Зак Стабблеті-Кук (58.82) Метью Темпл (50.26) Емма Маккеон (51.73)          | 3:38.95 |          |
| 4     | 2       | Італія (ITA)                     | Томас Чеккон (52.23) Ніколо Мартіненьї (57.73) Елена Ді Ліддо (56.62) Федеріка Пеллегріні (52.70) | 3:39.28 |          |
| 5     | 5       | США (USA)                        | Раян Мерфі (52.23) Лідія Джейкобі (1:05.09) Торрі Гаск (56.27) Кайлеб Дрессел (46.99)             | 3:40.58 |          |
| 6     | 7       | Нідерланди (NED)                 | Кіра Туссен (59.45) Арно Каммінга (57.89) Нілс Корстаньє (51.34) Фемке Гемскерк (52.57)           | 3:41.25 |          |
| 7     | 1       | Олімпійський комітет Росії (ROC) | Євген Рилов (52.79) Кирило Пригода (59.15) Світлана Чімрова (56.95) Марія Камєнєва (53.56)        | 3:42.45 |          |
| 8     | 8       | Ізраїль (ISR)                    | Анастасія Горбенко (59.55) Ітай Ґолдфаден (59.86) Гал Коен Грумі (51.58) Андреа Мурез (53.78)     | 3:44.77 |          |